# Grange ovalaire
Les granges ovalaires ou granges ovales sont des bâtiments agricoles français répartis sur une petite zone géographique, restreinte aux confins du Limousin et du Périgord. Nombreuses au XIXe siècle, témoignages d'un passé révolu, il en reste peu au début du XXIe siècle.

## Répartition

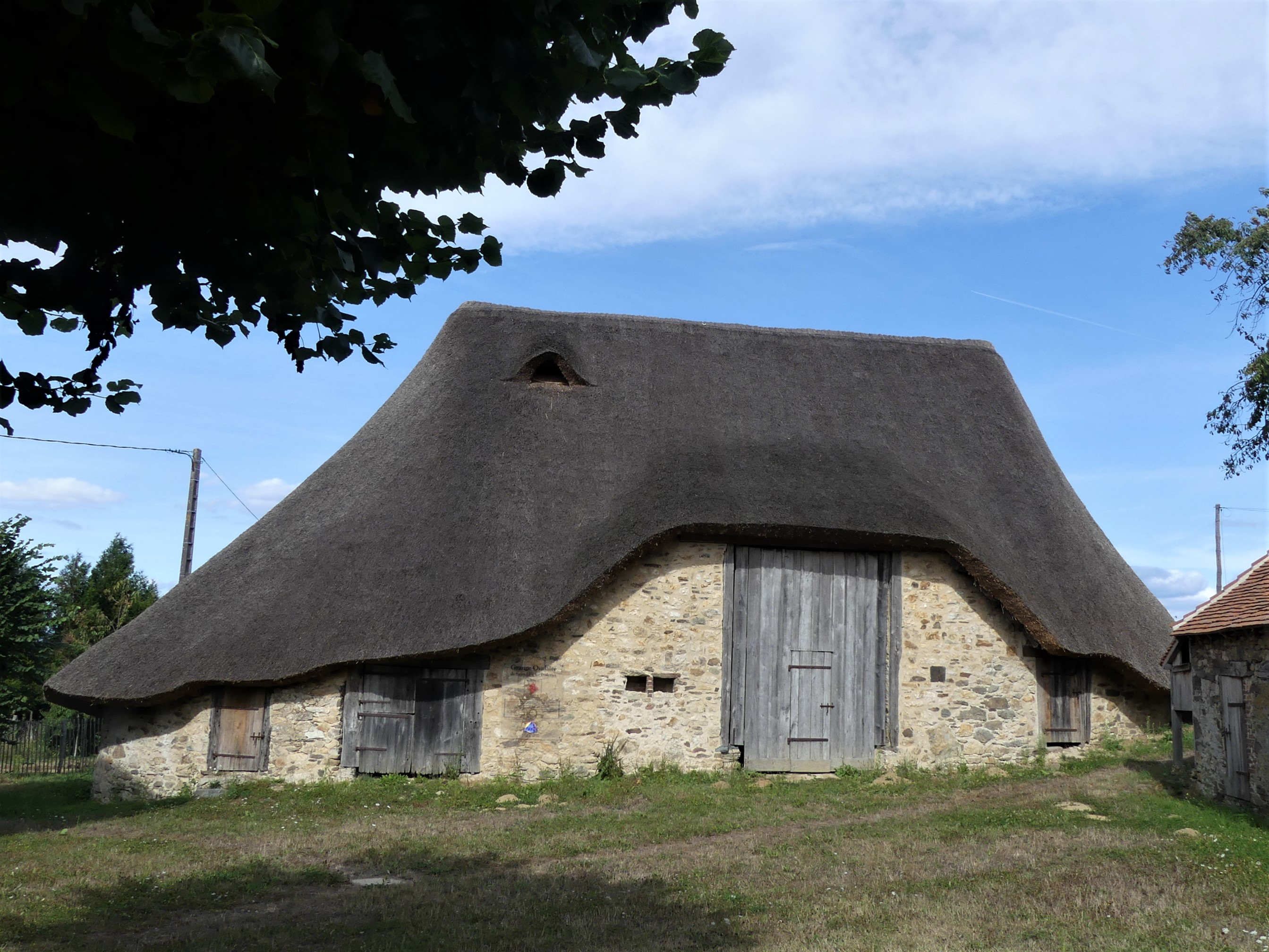
La grange ovalaire de l'ensemble rural de la Rivière, à Saint-Éloy-les-Tuileries, avec son toit reconstitué en chaume.

Les granges ovalaires se situent à la jonction des départements de la Corrèze, de la Haute-Vienne et de la Dordogne, en région Nouvelle-Aquitaine. Dans ce secteur, dans un rayon d'une cinquantaine de kilomètres, elles étaient nombreuses au XIXe siècle : à cette époque, rien que sur la commune de Payzac, il y en avait près de 200 et, vers 1820, on en dénombrait 112 à Coussac-Bonneval et 250 à Saint-Yrieix-la-Perche. En totalité, il en existait au moins 2 000. Au début du XXIe siècle, il n'en subsisterait qu'une cinquantaine.

## Architecture
Les granges ovalaires ont été bâties depuis le milieu du XVIIIe siècle et jusqu'au milieu du XIXe siècle.
De forme ovale, ces bâtiments agricoles, recouverts de chaume de seigle, étaient hauts d'une dizaine de mètres. Le chaume n'étant plus utilisé, les rares granges qui existent encore ont vu leur toit remplacé par de la tôle, ce qui a permis leur conservation. Les murs étaient réalisés en schiste et en quartz. Elles étaient divisées au moins en deux parties : une étable et une grange qui servait également d'aire à battre, accessibles par deux portes séparées, dont une porte charretière pour la grange. Certaines pouvaient également être divisées par des parties supplémentaires telles qu'une porcherie ou un poulailler.

## Granges subsistantes
En Corrèze :
- à Beyssenac :
  - à Germignac [7],
  - à la Varonie[6] ;
- à Lubersac, à la Roche ;
- à Saint-Éloy-les-Tuileries, celle de la Rivière (ou la Ribière), classée au titre des monuments historiques en 1996[8] ; elle a été restaurée avec un toit de chaume, comme à l'origine ;
- à Saint-Julien-le-Vendômois :
  - à la Combas,
  - au Verdier, à l'état de vestiges ;
- à Saint-Martin-Sepert, à Lascaux ;
- à Ségur-le-Château, au Montet, inscrite au titre des monuments historiques en 1993[9].

En Dordogne :
- à Angoisse, à l'Échinlerie[1] ;
- à Payzac :
  - à Bourbon-Haut ;
  - deux granges à Chaux, ou Chaud, au sud-est de l'étang de Rouffiac[1] ;
  - la grange du Peyrat, inscrite au titre des monuments historiques en 1992[10] ;
  - celle de la Roche-Picout, inscrite au titre des monuments historiques en 2023[11] ;
  - celle du Rouveix-Paradinas, également inscrite en 1992[12], près du pont Lasveyrat ;
  - les deux granges jumelles du hameau de Vaux, classées en 1996[4] ;
- à Saint-Cyr-les-Champagnes :
  - à Chavagnac,
  - à Chignaguet,
  - à Latrade ;
- à Savignac-Lédrier, à Lassagne ;
- à Saint-Mesmin, à la Côte (en partie remaniée).

En Haute-Vienne : 
- à Coussac-Bonneval :
  - à Bois Vicomte,
  - au moulin de Figeas (en partie remaniée) ;
- à Glandon :
  - à Faye Haute,
  - à Massénat ;
- à Saint-Yrieix-la-Perche :
  - à la Bregère de Quinsac,
  - la grange du Breuilh (ou au Breuil), classée en 1996[2] ;
  - aux Cheyroux.

## Galerie de photos

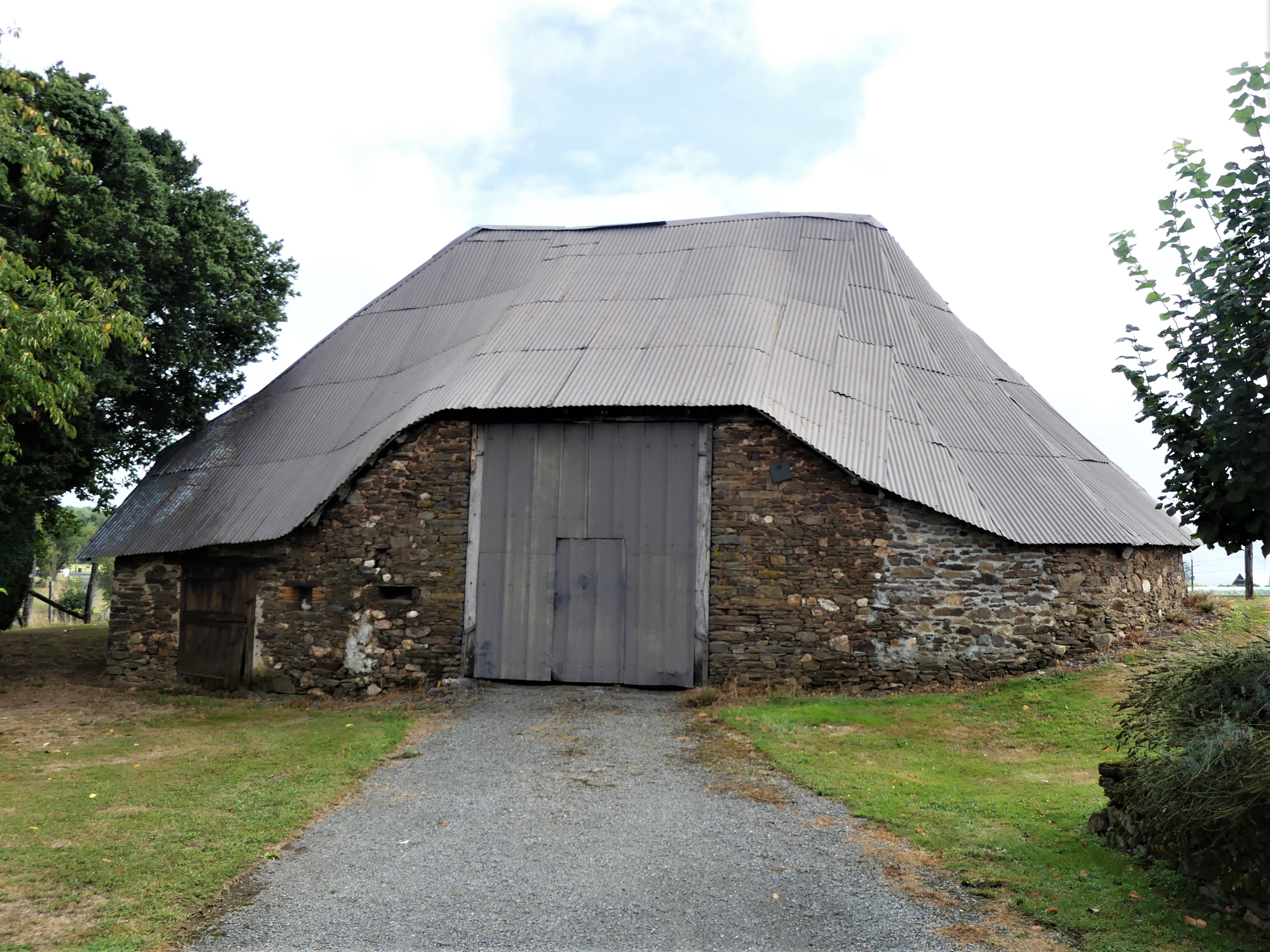
La grange de Germignac.
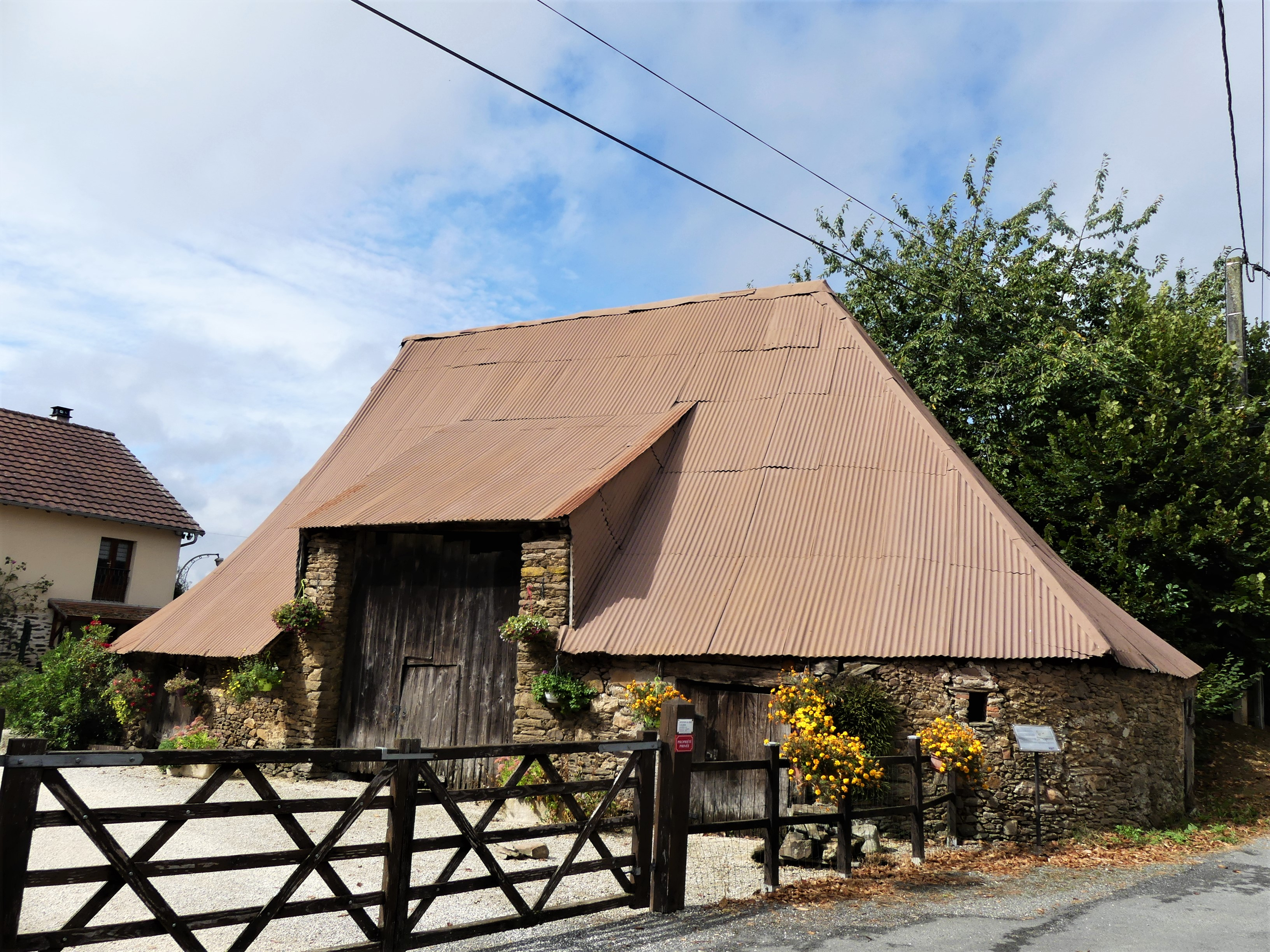
La grange de la Varonie.
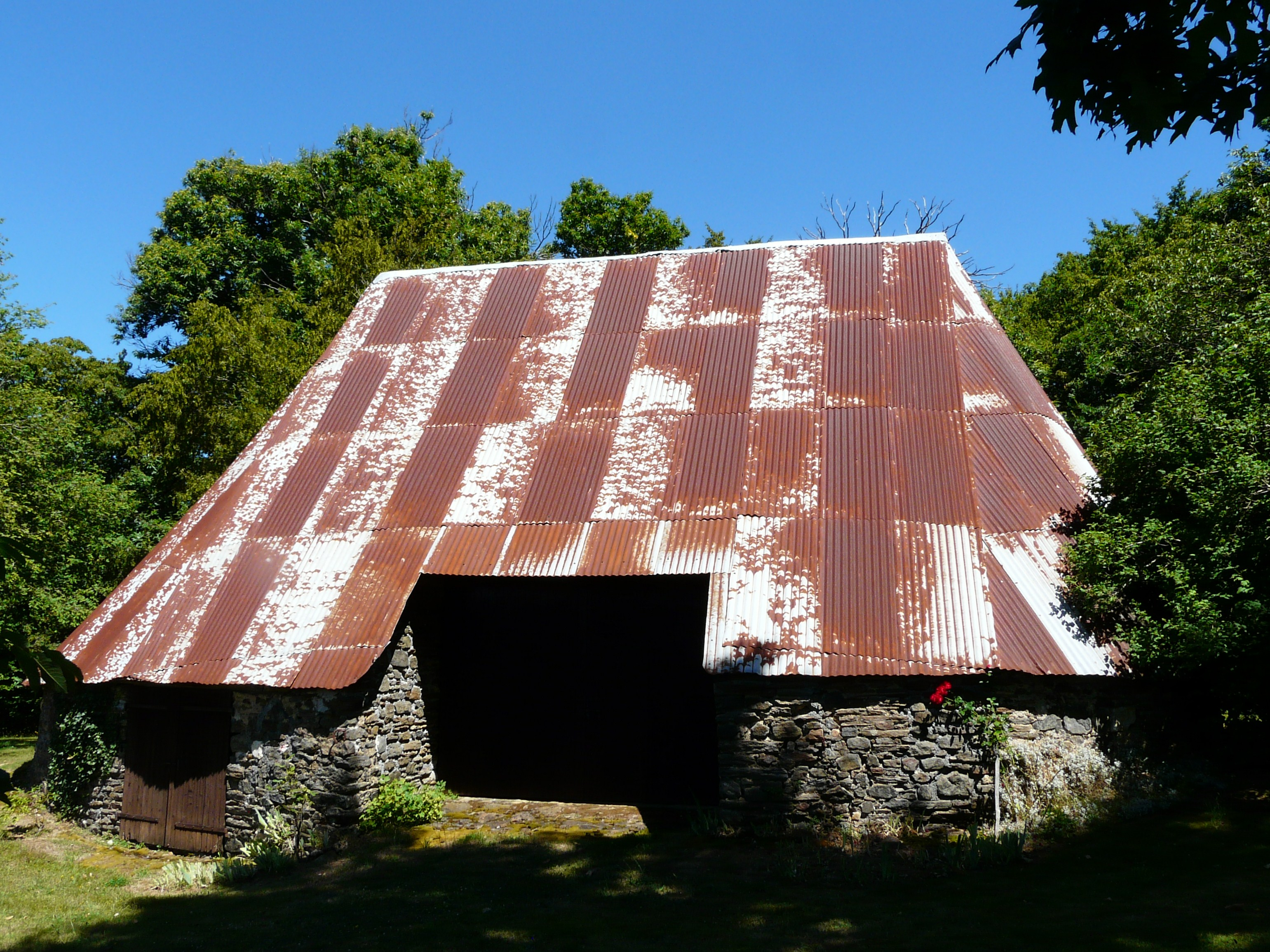
La grange du Montet.
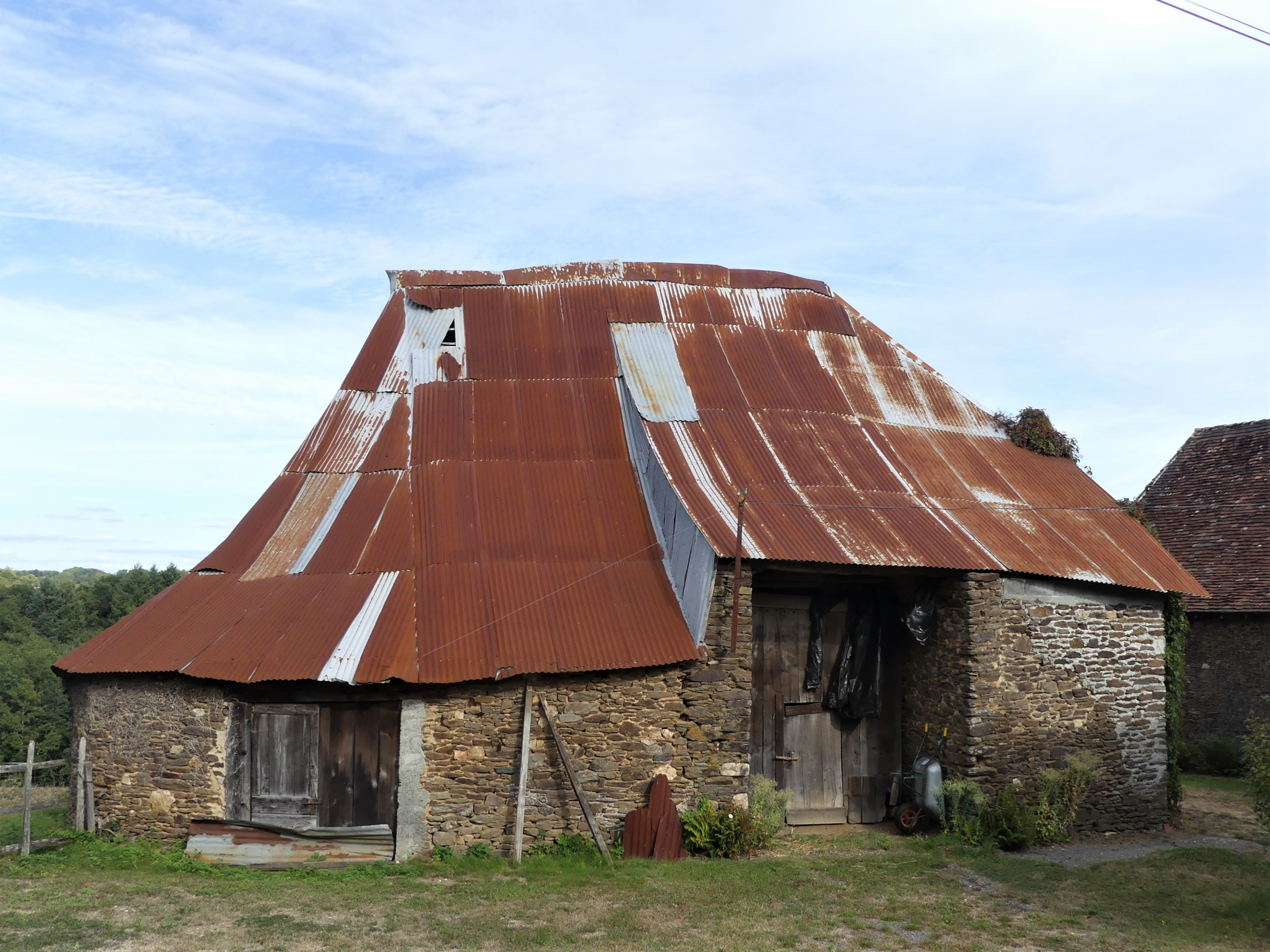
La grange de l'Échinlerie.
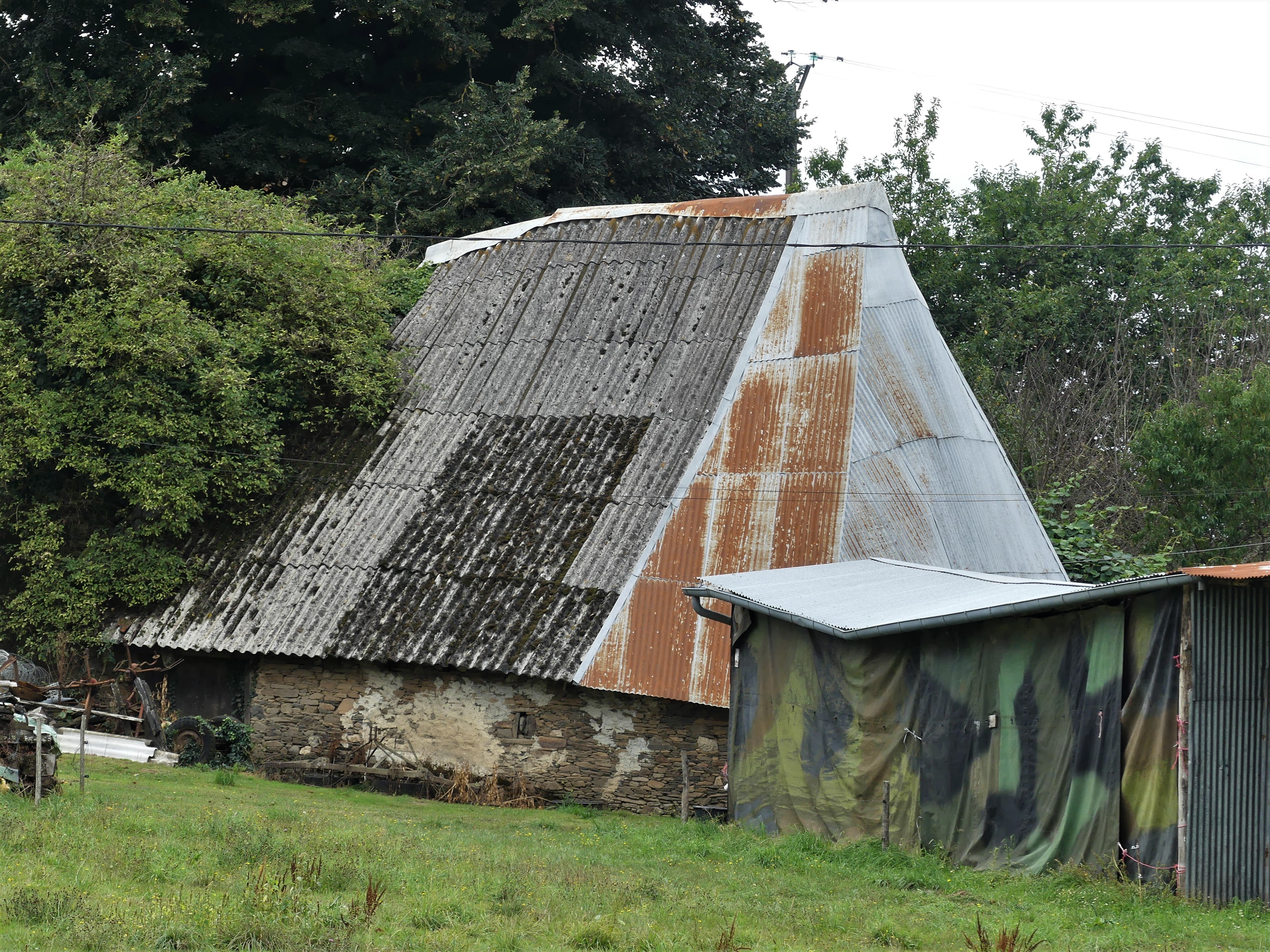
La grange nord de Chaux.
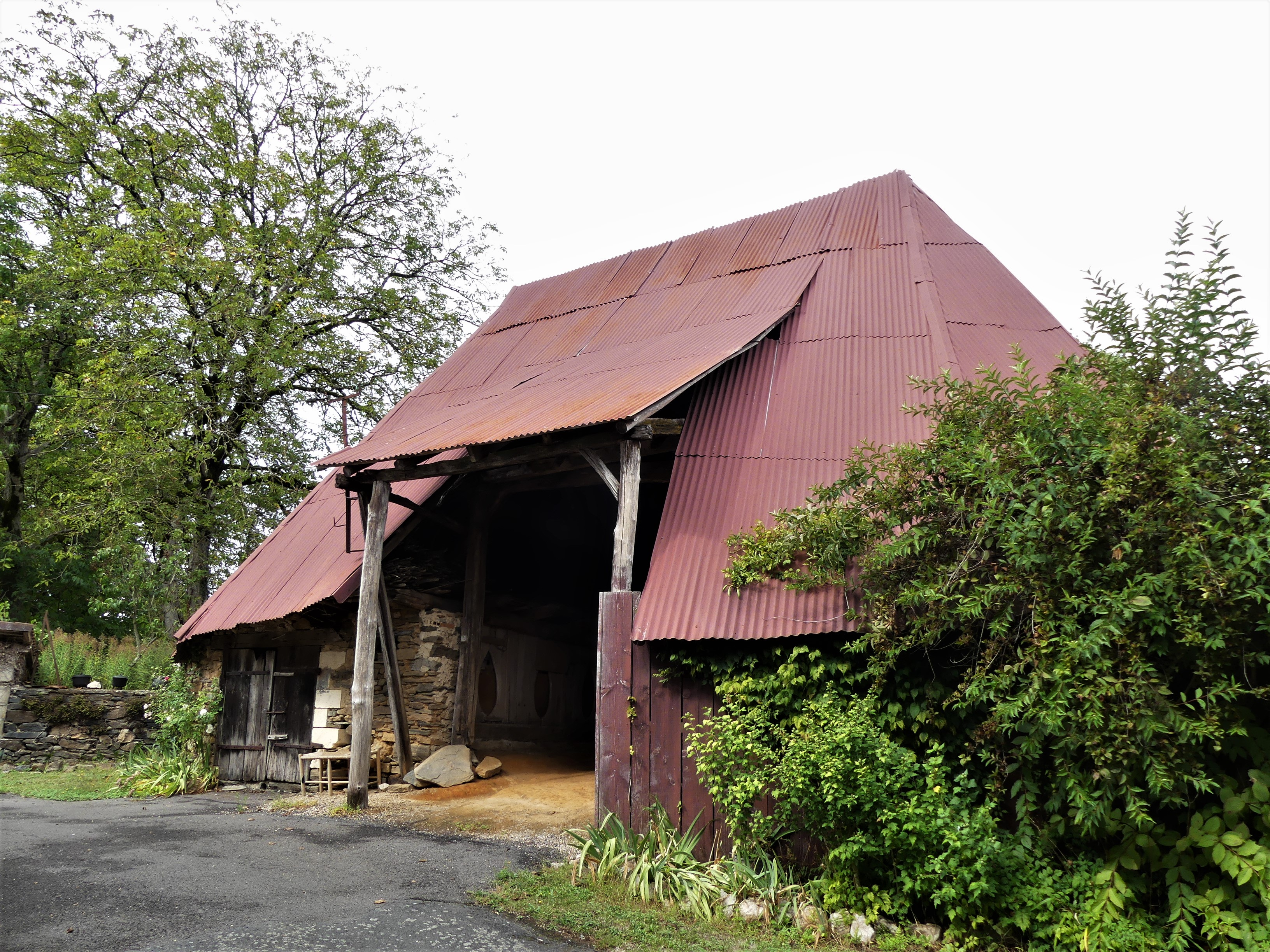
La grange sud de Chaux.
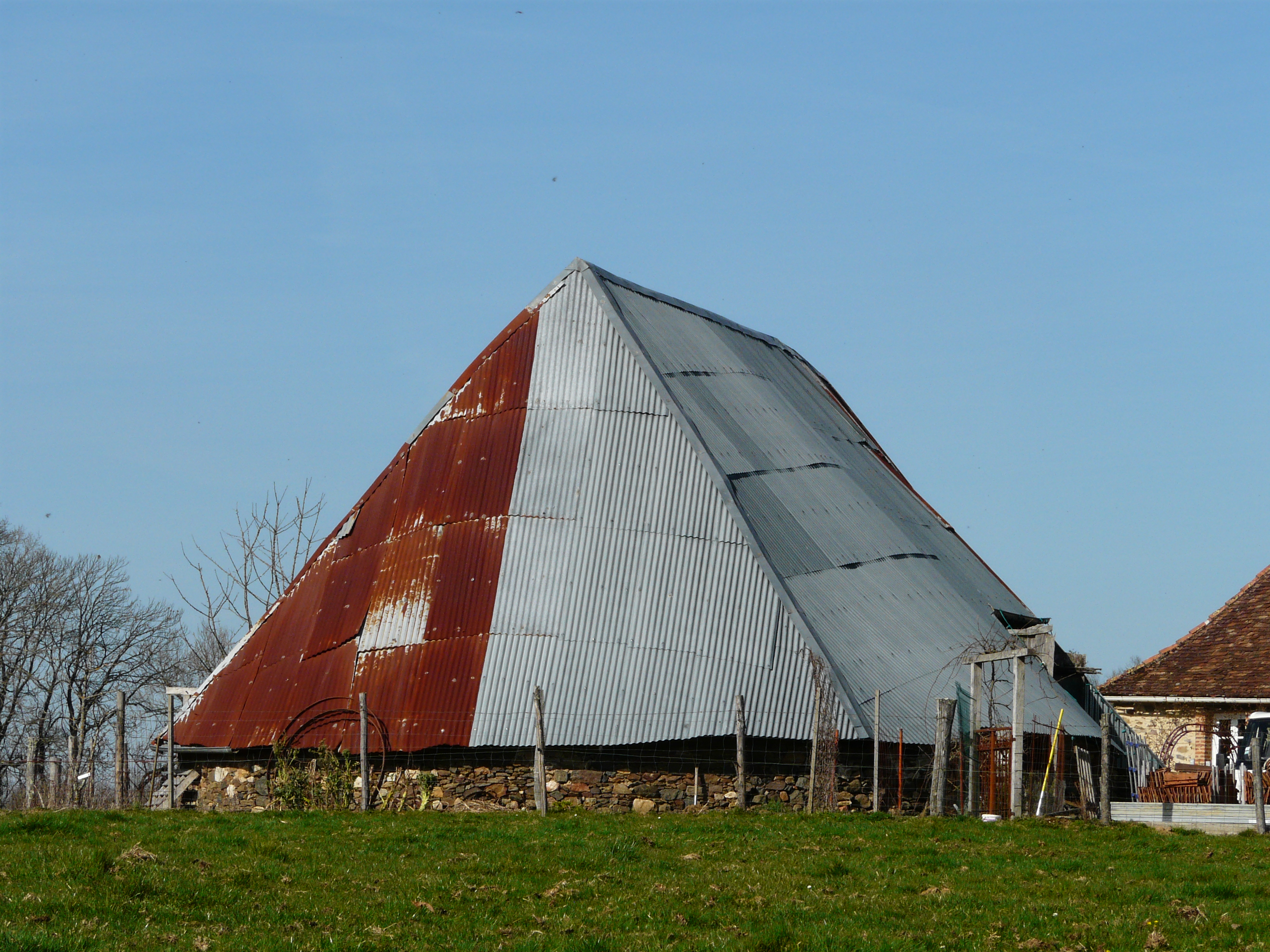
La grange du Peyrat.
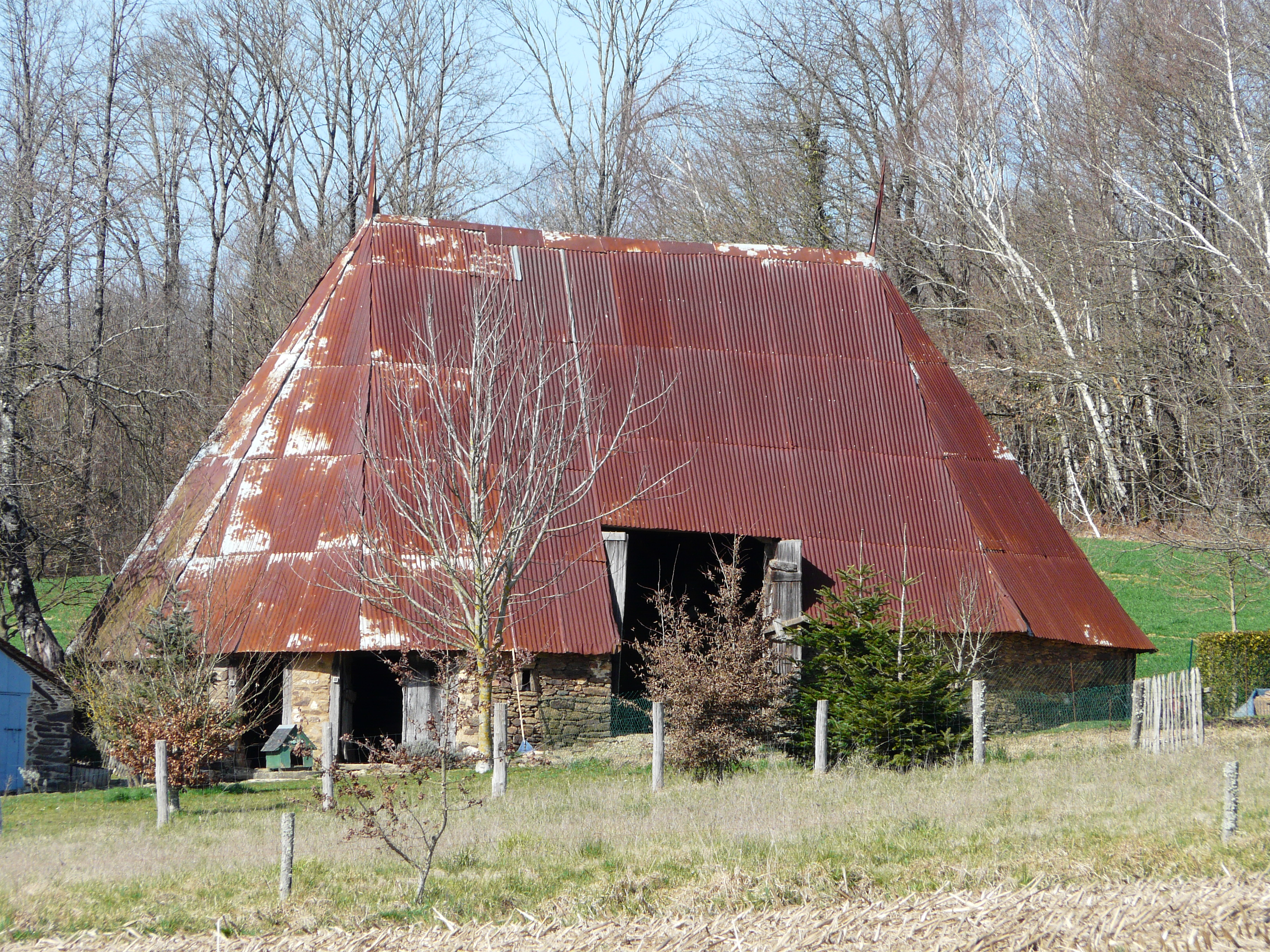
La grange du Rouveix.
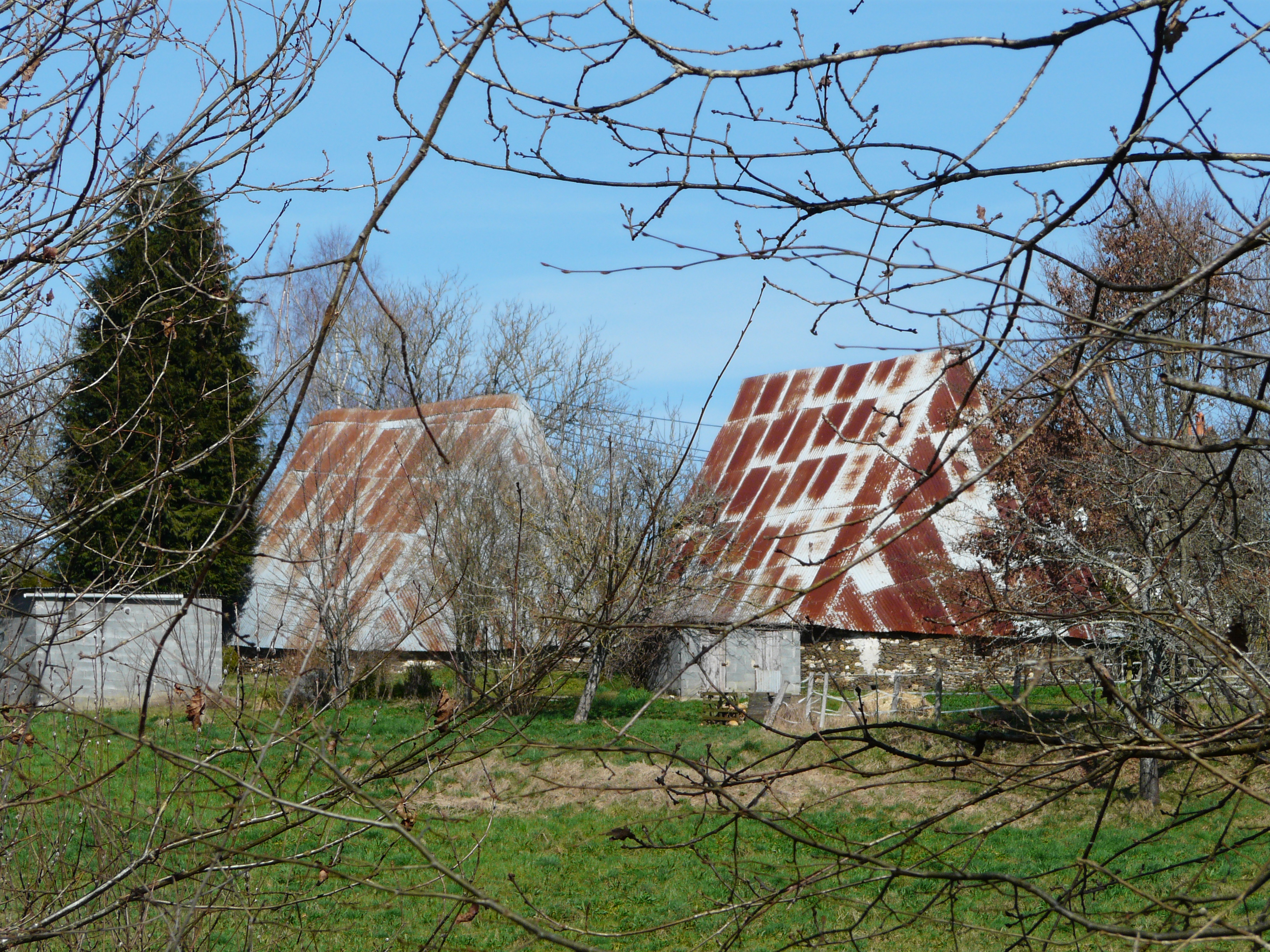
Les granges jumelles de Vaux.
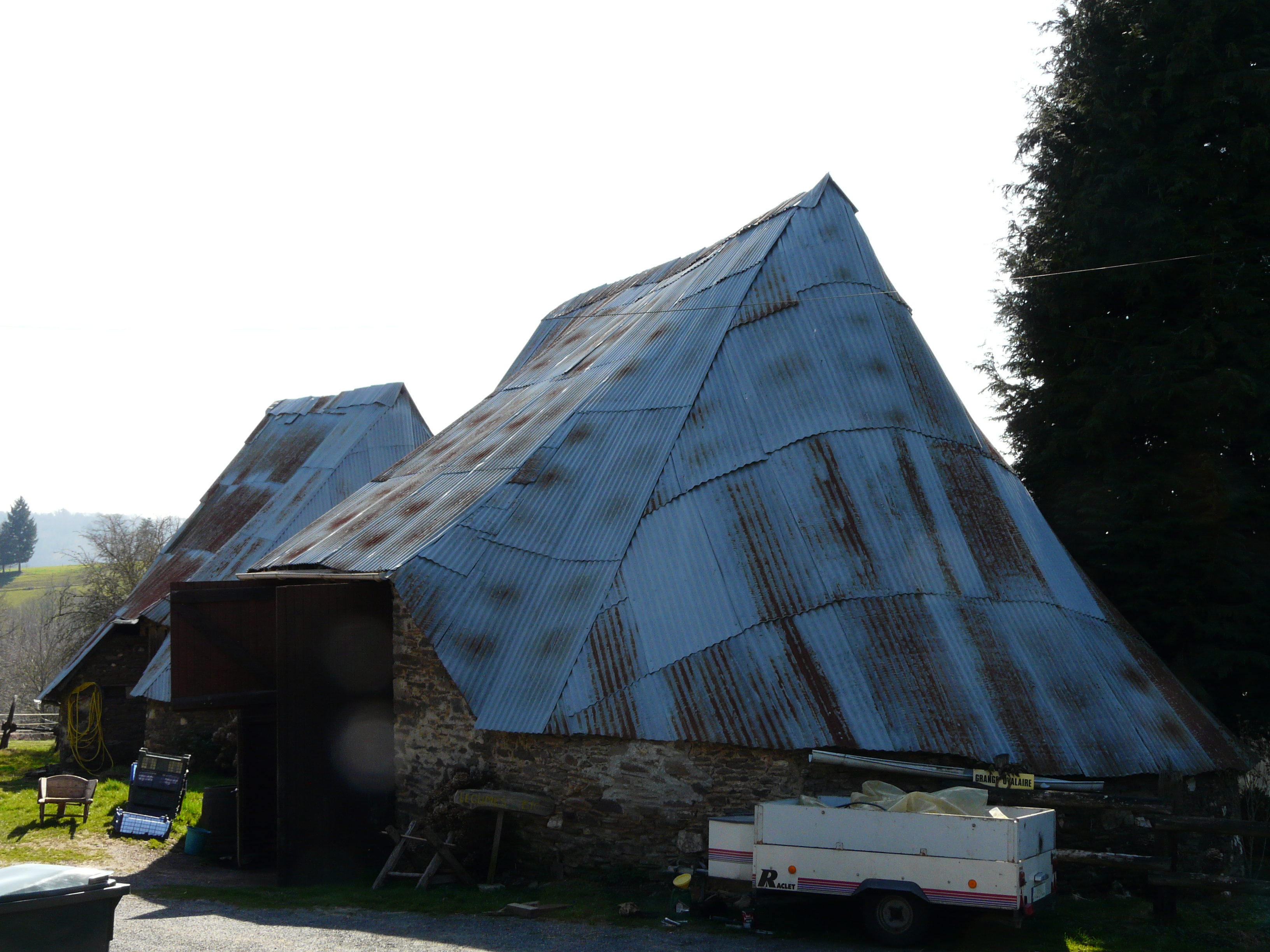
Les granges jumelles de Vaux.